# Ujgurský tribunál
Ujgurský tribunál je nezávislý "lidový tribunál" se sídlem ve Spojeném království, jehož cílem je prozkoumat důkazy týkající se porušování lidských práv ze strany Číny vůči ujgurskému lidu a posoudit, zda toto porušování představuje genocidu podle Úmluvy o genocidě. V březnu 2021 byl tribunál jedním ze čtyř britských subjektů a devíti osob, které Peking sankcionoval za to, že vyjádřily obavy ohledně zacházení s Ujgury.

## Zřízení tribunálu
Sir Geoffrey Nice, žalobce Mezinárodního trestního tribunálu pro bývalou Jugoslávii v procesu s válečným zločincem Slobodanem Miloševićem, oznámil vytvoření Ujgurského tribunálu v září 2020. Tribunál byl zřízen na základě žádosti Světového ujgurského kongresu z června 2020, který poskytl tribunálu prvotní důkazy, přičemž výzva k předkládání důkazů byla zveřejněna v době vyhlášení tribunálu. V červenci 2020 předložily dvě ujgurské exilové skupiny Mezinárodnímu trestnímu soudu (ICC) v Haagu spis s důkazy, v němž obvinily nejvyšší čínské představitele - včetně prezidenta Si Ťin-pchinga - z "genocidy" a "zločinů proti lidskosti" v souvislosti s represemi proti Ujgurům v Ujgurské autonomní oblasti Sin-ťiang. Podle Geoffrey Nice byl tribunál svolán, když se ukázalo, že "neexistuje žádný jiný způsob, jak vedení čínské komunistické strany kolektivně nebo individuálně postavit před soud."
Cílem tribunálu je vydat nejpozději v prosinci 2021 konečné rozhodnutí o tom, zda se vláda Čínské lidové republiky dopustila genocidy vůči Ujgurům. Konečné rozhodnutí tribunálu nebude právně zavazovat žádnou vládu k přijetí opatření, ale organizátoři doufají, že jednání a zprávy tribunálu mohou podnítit mezinárodní akci a přispět k tomu, aby se Čína zodpovídala z perzekuce Ujgurů.

## Pozadí
Hlavní články: Campaign for Uyghurs, Uyghur Human Rights Project a Reedukační střediska v Sin-ťiangu
Ujgurská genocida je pokračující série porušování lidských práv, které čínská vláda páchá na Ujgurech a dalších etnických a náboženských menšinách v Ujgurské autonomní oblasti Sin-ťiang (XUAR) v Čínské lidové republice a jejím okolí.  Od roku 2014 čínská vláda pod vedením Komunistické strany Číny za vlády generálního tajemníka KS Číny Si Ťin-pchinga, provádí politiku, která vede k tomu, že muslimské menšiny, které tvoří více než polovinu z 25 milionů obyvatel regionu, jsou podrobeny neustálému sledování prostřednictvím kamer na rozpoznávání obličejů, aplikací v mobilních telefonech, kontrolních stanovišť a tvrdého policejního dohledu. Podle odhadů je milion až 1,8 milionu muslimů (z nichž většina  jsou Ujgurové) je drženo v tajných internačních táborech obehnaných ostnatými dráty, vysokými zdmi a strážními stanovišti. BuzzFeed News roku 2020 identifikoval na základě porovnání prázdných oblastí na Baidu Maps se snímky od externích poskytovatelů satelitních dat 268 nově postavených komplexů. Některé komplexy obsahovaly několik detenčních zařízení a na satelitních snímcích lze rozeznat že nejméně 135 z těchto areálů zahrnuje také tovární budovy, kde probíhá nucená práce v obrovském měřítku. Vězni jsou zadržování bez jakéhokoli právního procesu.
Tato praxe je nejrozsáhlejším a nejsystematičtějším pronásledováním etnických a náboženských menšin od dob Holokaustu a druhé světové války. Vězni jsou podrobeni brutálnímu brainwashingu, jehož zřejmým cílem je zkonstruovat společnost, která bude zcela poslušná a oddaná čínské komunistické vládě. Šéf bezpečnosti Sin-ťiangu, Zhu Hailun v tajné zprávě, která se dostala na veřejnost, prohlásil: ""Nabijeme zbraně, vytáhneme meče z pochev, zasadíme tvrdé údery a budeme neúnavně mlátit a bez mrknutí oka tvrdě udeříme na teroristy, které je třeba srazit na kolena." Ze svědectví obětí je však zřejmé, že v táborech jsou internováni obyčejní venkované, akademici, ženy i staří lidé. Islámské svatyně i tisíce mešit byly zničeny nebo poškozeny a statisíce dětí byly násilně odděleny od rodičů a poslány do internátních škol.
Kritici politiky čínské vlády upozorňují zejména na soustřeďování Ujgurů ve státem zřízených internačních táborech, potlačování ujgurských náboženských praktik, politickou indoktrinaci a kruté zacházení. Četné důkazy a osobní svědectví obětí podrobně popisují porušování lidských práv včetně mučení, bití, nucené sterilizace, antikoncepce, potratů a infanticid. Kritici označují násilnou asimilaci Sin-ťiangu za etnocidu či kulturní genocidu. Některé vlády, aktivisté, nezávislé nevládní organizace, odborníci na lidská práva, akademici, vládní úředníci a exilová vláda Východního Turkestánu je označují za genocidu.
Mezinárodní reakce byly ostře rozděleny, přičemž desítky členských států Organizace spojených národů (OSN) vydaly v roce 2020 protichůdné dopisy Radě OSN pro lidská práva na podporu a odsouzení čínské politiky v Sin-ťiangu.
V prosinci 2020 Mezinárodní trestní tribunál odmítl podniknout vyšetřování proti Číně s odůvodněním, že Čína není signatářem Římské úmluvy a pro většinu údajných zločinů nemá nad Čínou jurisdikci. Mezinárodní soudní dvůr (ICJ) se může zabývat pouze případem, který schválila Rada bezpečnosti OSN, a stálé členství Číny v Radě jí dává právo veta vůči jakémukoli takovému rozhodnutí.
Čína je sice smluvní stranou Úmluvy o genocidě, ale má výhradu, která by pravděpodobně zabránila projednání případu před Mezinárodním soudním dvorem nebo jiným formálním mezinárodním soudem. Spojené státy, kanadská Dolní sněmovna, nizozemský parlament, Dolní sněmovna Spojeného království, litevský Seimas a Senát České republiky uznaly zacházení s Ujgury v Číně za genocidu. Meziparlamentní aliance k Číně, která sdružuje stovky zákonodárců z Evropy, Severní Ameriky, Afriky a Asie a Tichomoří a předsedá jí český senátor Pavel Fischer, se rovněž zasadila o přijetí mezinárodních opatření v souvislosti se Sin-ťiangem, podpořila případ u Mezinárodního trestního soudu a vyzvala OSN, aby celou záležitost vyšetřila.

## Slyšení
Ujgurský tribunál zahájil první sérii slyšení v červnu 2021, druhá série slyšení je naplánována na září 2021. Ujgurský tribunál uspořádal 27. listopadu 2021 virtuální 3. slyšení.

### Pozvání svědků
Na slyšení byla pozvána desítka odborníků, kteří budou předkládat důkazy, včetně akademiků, jako je antropolog Darren Byler, profesorka čínských studií Joanne Smith Finley, výzkumník Nathan Ruser a výzkumník Adrian Zenz. Mezi dalšími, kteří budou předkládat důkazy, jsou prezident Světového ujgurského kongresu Dolkun Isa, ujgurský učenec Adbuweli Ayup a svědci internačních táborů v Sin-ťiangu, mezi nimiž jsou i bývalí vězni.
Organizátoři ujgurského tribunálu uvádějí, že Čína byla vyzvána, aby předložila své důkazy, ale čínská vláda tak neučinila.

### Svědectví
Během slyšení, která se konala v červnu 2021, svědci ve svých výpovědích popisovali pozorování nebo zkušenosti s masovým mučením, znásilňováním (včetně skupinového znásilňování), nucenou sterilizací, nucenými potraty, nuceným podáváním léků, které ženám brání v menstruaci, svévolným zatýkáním a zadržováním, masovým sledováním, zastrašováním ze strany vládních úředníků a nuceným oddělováním dětí. Předložené důkazy zahrnovaly také svědectví o sexuálním obtěžování žen čínskými agenty, odvetných opatřeních čínské vlády vůči příbuzným Ujgurů žijících v zahraničí, fyzickém ničení domů s rodinami, které "měly více porodů, než bylo povoleno", a dalším zneužívání.
Čína popírá, že by se dopouštěla porušování lidských práv v Sin-ťiangu, včetně internačních táborů v Sin-ťiangu, a zpochybňuje oprávněnost svědectví.

## Rozsudek
Po osmi dnech veřejných slyšení v Londýně v červnu a září, během nichž tribunál vyslechl více než 70 svědků, a - podle právního zástupce tribunálu Hamida Sabiho - poté, co více než 30 výzkumníků strávilo více než 10 000 hodin zkoumáním stovek tisíc stran dokumentů, včetně 500 svědeckých výpovědí, připravil tribunál rozsudek.
Dne 9. prosince 2021 dospěl tribunál k závěru, že vláda Čínské lidové republiky se dopustila genocidy Ujgurů prostřednictvím kontroly porodnosti a sterilizačních opatření. Kromě toho nalezl důkazy o zločinech proti lidskosti, mučení a sexuálním zneužívání. Tribunál nemá žádnou právní sílu, ale jeho účastníci doufají, že přitáhne mezinárodní pozornost a podnítí případné kroky. "Bude na státech, mezinárodních institucích, obchodních společnostech, uměleckých, lékařských a vzdělávacích zařízeních a jednotlivcích, aby určili, jakým způsobem budou rozsudek tribunálu uplatňovat, ať už bude jakýkoli," uvedl panel.

## Reakce
- Austrálie nabídla, že poskytne ujgurskému tribunálu příslušné důkazy, jak uvedl právní zástupce tribunálu.[40]
- Čínská vláda zahájila proti Ujgurskému tribunálu agresivní kampaň ještě před jeho prvním zasedáním.[44] Vláda vydala sankce proti tribunálu a jeho organizátorům, zatímco její mluvčí prohlásili, že tribunál je "rouháním proti zákonu" a "čistou fikcí" s placenými aktéry.[45] Podle zástupců tribunálu byla Čína vyzvána, aby předložila důkazy, ale neučinila tak.
- Spojené království - Ministr Spojeného království pro Asii Nigel Adams odmítl oficiálně poskytnout Ujgurskému tribunálu vládní důkazy, ale v dubnu 2021 se setkal s předsedou tribunálu.[49]
- Spojené státy, které již 17. června 2020 přijaly zákon nazvaný Uyghur Human Rights Policy Act,[50] nabídly, že ujgurskému tribunálu poskytnou příslušné důkazy, jak uvedl poradce tribunálu.[40]
- Skupiny pro lidská práva - Luke de Pulford, spoluzakladatel organizace Coalition for Genocide Response, napsal v ITV News, že tribunál má "globální význam". Vzhledem k absenci možnosti mezinárodního soudu analyzovat případ kvůli právu veta Číny v Radě bezpečnosti OSN bude tribunál sloužit k tomu, "aby se Úmluva o genocidě nestala bezvýznamným dokumentem".[51]
- Ujgurské skupiny - Dolkun Isa, předseda Světového kongresu Ujgurů, řekl po prvním dni slyšení Rádiu Svobodná Asie, že "slyšení před Ujgurským tribunálem proběhlo navzdory dezinformační kampani a diplomatickým výhrůžkám Číny vůči tribunálu, přeživším z tábora a svědkům velmi dobře."[25]